# Masursky (cratera)

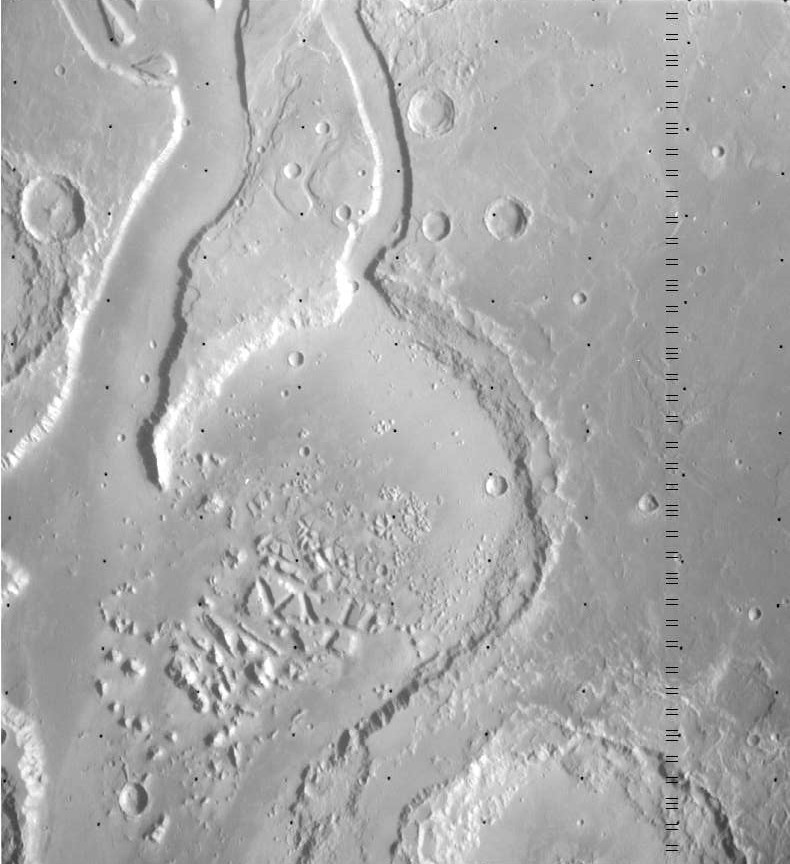
Cratera Masursky em Marte (centro). Imagem Viking 1 da câmera A (366S07). O filtro Menos Azul foi usado para esta imagem. A resolução é de cerca de 205 m/pixel. Girado de modo que aproximadamente o norte esteja no topo. Faixa de linhas pretas à direita está presente na imagem original. Ângulo de emissão: 8,6 Ângulo de incidência: 67,7 Latitude: 12 Longitude: 328 Ângulo de fase: 61,2

A cratera Masursky é uma cratera no quadrângulo de Arabia em Marte, localizada a 12.1° latitude norte e 32.4° longitude oeste.  Seu diâmetro é de 117.9 km e seu nome vem de Harold Masursky, um astrogeólogo americano (1922-1990). .